# Auenheim
Auenheim je francouzská obec v departementu Bas-Rhin v regionu Grand Est. V roce 2013 zde žilo 913 obyvatel.

## Poloha
Sousední obce jsou: Fort-Louis, Rountzenheim, Rœschwoog, Sessenheim a Stattmatten.

## Vývoj počtu obyvatel
Počet obyvatel